# Heonjong
Heonjong av Korea, född 1827, död 1849, var en koreansk monark. Han var kung av Korea 1834–1849.
Han var son till kronprins Hyomyeong och Sinjeong, och sonson till kung Sunjo. Han efterträdde sin farfar, då hans far hade dött i förtid. Han var sju år gammal då han blev monark, och riket styrdes därför av hans farmor Sunwon till 1841. 
Han avled barnlös och efterträddes av sin släkting Cheoljong.

## Familj
Heonjong var gift med Hyohyeon och Hyojeong. Han hade tre bihustrur. Han hade ett barn:
1. Dotter, namn okänt (1848–1848)